# Décès en 856
Décès
- 852
- 853
- 854
- 855
- 856
- 857
- 858
- 859
- 860

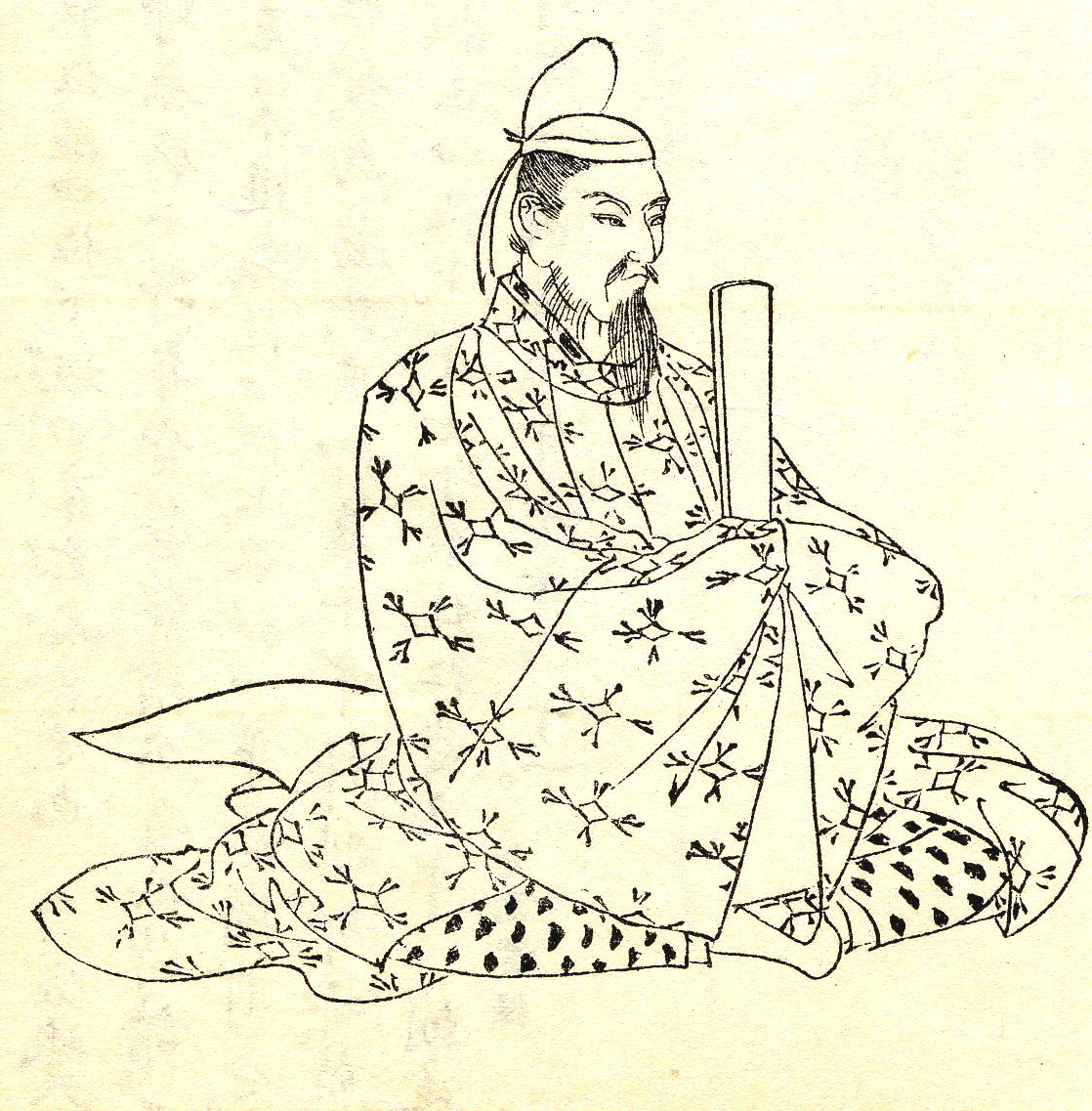
Fujiwara no Nagara mort en 856.

Cette page dresse une liste de personnalités mortes au cours de l'année 856 :
- 7 janvier : Aldric, évêque du Mans.
- 4 février : Raban Maur, archevêque, grammairien et encyclopédiste allemand.
- 6 août : Fujiwara no Nagara, ou Fujiwara no Nagayoshi, homme d'État, courtisan et politicien du début de l'époque de Heian.

- Jéron de Noordwijk, moine et prêtre écossais.
- Frédolon, comte de Toulouse-Rouergue

## Crédit d'auteurs
- Cet article est partiellement ou en totalité issu de l'article intitulé « 856 » (voir la liste des auteurs).